# Frankenstein de Mary Shelley
Frankenstein de Mary Shelley (Mary Shelley's Frankenstein en el seu títol original en anglès) és una pel·lícula de l'any 1994 dirigida per Kenneth Branagh i protagonitzada per Robert De Niro, Kenneth Branagh i Helena Bonham Carter, la qual fou emesa a TV3 per primera vegada el 27 de novembre del 2003.

## Argument
És l'any 1794 i el capità Robert Walton (Aidan Quinn) rescata de les aigües àrtiques l'embogit Victor Frankenstein (Kenneth Branagh), un home perseguit per la seua pròpia demència. El doctor Frankenstein li explica una terrible història... A Ingostadt (Baviera, Alemanya) coneix el sinistre professor Waldman (John Cleese), el qual va experimentar amb els límits entre la vida i la mort. El mateix Victor sent una creixent obsessió sobre la idea de desafiar la mort, creant un ésser viu. Mentre el còlera castiga la ciutat, Victor es tanca al laboratori i crearà una criatura estranya i defectuosa (Robert De Niro).

## Context històric i artístic
Frankenstein de Mary Shelley és una de les més afortunades adaptacions al cinema de la lloada novel·la de Mary Shelley: una història de terror i dolor en la qual es reflecteix la febricitat romàntica, així com els trastorns originats per la Revolució Industrial. Aquests conceptes foren revisats pel britànic Kenneth Branagh i els seus guionistes en aquesta magnifica adaptació, transpirant les incògnites de les profundes transformacions contemporànies i dels nous interrogants oberts per la tecnologia i la ciència, en especial l'enginyeria genètica. Amb el suport de Francis Ford Coppola, el qual acabava d'obtindre un ampli reconeixement artístic i comercial amb la seua recreació de Dràcula de Bram Stoker (1992), Branagh exposaria el seu propi punt de vista sobre un dels mites clàssics de la literatura de terror científic (el monstre del doctor Frankenstein), un ésser estranyat de si mateix i captiu de la més exacerbada fatalitat.
Embotit en espès maquillatge, però sense claus ni cargols, de manera continguda i amb indissimulat accent novaiorquès, Robert de Niro caracteritza la criatura sense nom, sense passat ni futur, a la qual dota de versemblant fondària emocional. El patètic monstre, abandonat a la sort pel seu creador (el mateix Branagh fa de Victor Frankenstein) i predestinat al sofriment, és un ésser repulsiu a la vista dels altres, i tanmateix se sent angoixat per dins, dimensions explorades en la pel·lícula. Conjugant l'intimisme del drama existencial amb l'espectacularitat de la creació científica, i alhora aprofitant algunes troballes que James Whale, anys enrere, va patentar en els seus dos extraordinaris clàssics sobre el monstre (Frankenstein i La núvia de Frankenstein), Kenneth Branagh modelaria una obra inspirada i apassionant. Visualment atractiu i de narrativa intensa, aquest melodrama gòtic i tràgic sobresurt entre els millors que s'han fet sobre el modern Prometeu.

## Frases cèlebres
| « | "No, no és impossible. Podem fer-ho. Estem a un pas. I si podem canviar una part d'un ésser humà, també podem canviar totes les parts. I si podem fer això, també podem dissenyar una vida. Podem crear un ésser que no envellirà ni emmalaltirà, que serà més fort que nosaltres i millor que nosaltres; més intel·ligent que nosaltres i molt més civilitzat que nosaltres." (Kenneth Branagh / Victor Frankenstein) | » |

| « | Victor Frankenstein: "És viu. És viu!" | » |

| « | Victor Frankenstein: "Parles!" La criatura: "Sí, parlo, i llegeixo, i penso, i conec les maneres dels homes." | » |

| « | La criatura: "Si em negues la meua nit de noces... Jo seré amb tu en la teua!" | » |

## Curiositats
- Inicialment, Kenneth Branagh volia el paper d'Elizabeth per a Emma Thompson però ja li havien ofert participar en el rodatge de Carrington (Christopher Hampton, 1995) i Branagh decidí que això era el millor per a ella.[4]
- Aquest fou el primer film dirigit per Kenneth Branagh en què no participava la seua llavors muller Emma Thompson.[4]
- Fou durant el rodatge d'aquest film que Kenneth Branagh (llavors casat amb Emma Thompson) es va enamorar d'Helena Bonham Carter.[4]
- Kate Winslet va provar d'obtindre-hi el paper d'Elizabeth, però, finalment, va ésser Helena Bonham Carter qui el va aconseguir. No obstant això, Branagh va oferir a Winslet el paper d'Ofèlia a la seua pel·lícula Hamlet, 1996. Bonham Carter ja va interpretar Ofèlia al film Hamlet, l'honor de la venjança (Franco Zeffirelli, 1990).[4]
- El líquid amniòtic en el qual la criatura és imbuïda de vida era, de fet, gelatina bullent.[4]
- Els productors no es decidien sobre l'adjudicació del paper del professor Waldman a John Cleese, ja que consideraven que l'actor anglès estava encasellat com a actor còmic. Finalment, va aconseguir el paper però, per a donar-li una aparença més seriosa, li van haver d'implantar unes pròtesis dentals i de mentó. Va poder rodar la seua part en només dues setmanes.[4]
- Willem Dafoe fou proposat per al paper de Victor Frankenstein, Gérard Depardieu i Andy García per al de la criatura, Sean Connery per al del professor Waldman i Roman Polanski per a la direcció. Christopher Lambert fou triat per a interpretar el paper de Henry Clerval, però fou substituït per Tom Hulce abans de la filmació.[4]
- Després d'un primer visionat del film, Francis Ford Coppola va proposar d'eliminar-ne la primera mitja hora. Quan el director Kenneth Branagh s'hi va negar, Coppola va criticar públicament la pel·lícula.[4]
- Frank Darabont confessà en entrevistes que no estava gens content amb la pel·lícula i que Branagh havia espatllat el projecte original.[4]
- El film té lloc durant els anys 1773, 1785, 1788, 1793 i 1794.[4]
- Kenneth Branagh, John Cleese i Robert Hardy tornarien a treballar junts al film Harry Potter i la cambra secreta (Chris Columbus, 2002). Hardy també apareixeria en tres films posteriors de la saga Harry Potter, en el darrer dels quals (Harry Potter i l'Orde del Fènix) coincidiria amb Helena Bonham Carter.[4]
- Igual que James Whale va fer amb el seu Frankenstein (1931), Victor esquartera un criminal executat i n'utilitza el cos per als seus experiments.[4]
- La primera paraula que diu la criatura és "amic", la qual és també el mot més freqüentment emprat per la criatura quan aprèn a parlar al film La núvia de Frankenstein de James Whale.[4]
- La versió definitiva del film suggereix que Henry Clerval es va matar, però n'hi ha escenes eliminades que mostren que ell i els servidors de Frankenstein van sobreviure al foc.[4]

## Errades del film
- Després que Elizabeth és assassinada, Victor porta el seu cos a la mansió i el diposita sobre la taula cap per avall. En la següent escena, hom veu el seu cos cap per amunt.[5]

## Premis
- [[1994]]: Nominada a l'Oscar (Millor Maquillatge)
- [[1994]]: Nominada als Premis BAFTA (Millor Disseny de Producció)[6]